# Municipio de West Center
El municipio de West Center (en inglés: West Center Township) es un municipio ubicado en el condado de Stevens en el estado estadounidense de Kansas. En el año 2010 tenía una población de 142 habitantes y una densidad poblacional de 0,55 personas por km².

## Geografía
El municipio de West Center se encuentra ubicado en las coordenadas 37°11′31″N 101°27′24″O / 37.19194, -101.45667. Según la Oficina del Censo de los Estados Unidos, el municipio tiene una superficie total de 256.06 km², de la cual 256,06 km² corresponden a tierra firme y (0 %) 0 km² es agua.

## Demografía
Según el censo de 2010, había 142 personas residiendo en el municipio de West Center. La densidad de población era de 0,55 hab./km². De los 142 habitantes, el municipio de West Center estaba compuesto por el 96,48 % blancos, el 1,41 % eran afroamericanos, el 0,7 % eran asiáticos y el 1,41 % eran de una mezcla de razas. Del total de la población el 21,83 % eran hispanos o latinos de cualquier raza.